# Гаибов, Джалмат
Джалмат Гаибов, другой вариант имени — Джолмат (1 января 1917 года, аул Акджар, Бухарский эмират — дата смерти неизвестна, Таджикистан) — председатель колхоза имени Тельмана Орджоникидзеабадского района Сталинабадской области, Таджикская ССР. Герой Социалистического Труда (1948).

## Биография
Родился в 1917 году в бедной крестьянской семье в ауле Акджар Бухарского эмирата (сегодня — Восейский район Хатлонской области). Во время коллективизации вступил в местный колхоз. Трудился в этом же колхозе бухгалтером (1932—1938). С 1939 года — инструктор МТС. В 1939—1941 годах служил в Красной Армии. В 1941 году вступил в ВКП(б).
С 1941 года — бухгалтер, с 1942 года — председатель колхоза имени Тельмана Орджоникидзеабадского района. Во время Великой Отечественной войны колхоз имени Тельмана под его руководством показывал высокие результаты в хлопководстве, за что в 1944 году был награждён орденом Трудового Красного Знамени за «успешное выполнение заданий правительства по развитию сельского хозяйства, животноводства, пищевой, местной промышленности и промысловой кооперации Таджикской ССР».
В 1947 году колхоз имени Тельмана сдал государству в среднем с каждого гектара по 85,6 центнера хлопка-сырца на участке площадью 10 гектаров. Указом Президиума Верховного Совета СССР от 1 марта 1948 года удостоен звания Героя Социалистического Труда «получение высокого урожая хлопка при выполнении колхозом обязательных поставок и натуроплаты за работу МТС в 1947 году и обеспеченности семенами зерновых культур для весеннего сева 1948 года» с вручением ордена Ленина и золотой медали «Серп и Молот».
Этим же указом званием Героя Социалистического Труда были удостоены труженики колхоза звеньевые Файзулло Алимарданов и Ута Курбанов.
В последующие годы колхоз имени Тельмана занимал передовые позиции в Орджоникидзеабадском районе по сдаче хлопка-сырца. За высокие результаты в хлопководстве был награждён в 1946 году вторым Орденом Ленина и в 1957 году — третьим Орденом Ленина.
Возглавлял колхоз до выхода на пенсию в 1968 году. Персональный пенсионер союзного значения. Будучи пенсионер трудился директором районной заготконторы (1968—1972), в одной из районных организаций системы ирригации (1972—1977).
Проживал в Орджоникидзеабадском районе (сегодня — район Вахдатский район). Дата смерти не установлена.
Награды
- Герой Социалистического Труда
- Орден Ленина — трижды (29.12.1946; 1948; 17.01.1957)
- Орден Трудового Красного Знамени (03.01.1944)
- Орден «Знак Почёта»
- Медаль «За доблестный труд в Великой Отечественной войне 1941—1945 гг.»
- Мастер хлопка Таджикской ССР
- Почётная Грамота Президиума Верховного Совета Таджикской ССР.